# Ornithodoros steini
Ornithodoros steini är en fästingart som beskrevs av Schulze 1935. Ornithodoros steini ingår i släktet Ornithodoros och familjen mjuka fästingar. Inga underarter finns listade i Catalogue of Life.